# 猛光魚
猛光鱼（学名：Thorophos euryops）为輻鰭魚綱巨口魚目褶胸鱼科的其中一種。分布於中西太平洋的菲律賓海域，為深海魚類，棲息深度可達200公尺。